# COVID-19-Pandemie in Ecuador

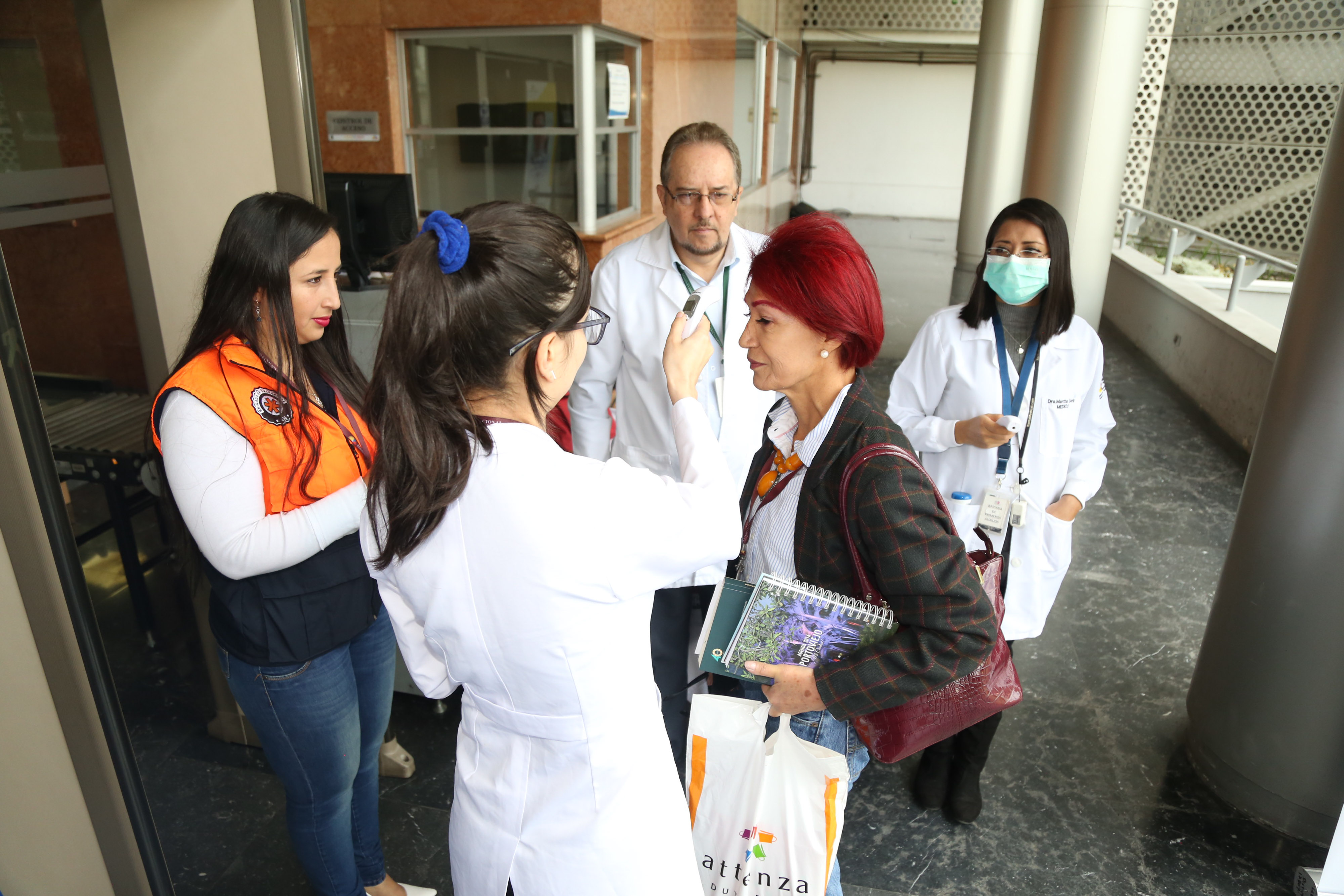
Vorsorgekontrolle in Quito am 12. März 2020

Die COVID-19-Pandemie in Ecuador tritt als regionales Teilgeschehen des weltweiten Ausbruchs der Atemwegserkrankung COVID-19 auf und beruht auf Infektionen mit dem Ende 2019 neu aufgetretenen Virus SARS-CoV-2 aus der Familie der Coronaviren. Die COVID-19-Pandemie breitet sich seit Dezember 2019 von China ausgehend aus. Ab dem 11. März 2020 stufte die Weltgesundheitsorganisation (WHO) das Ausbruchsgeschehen des neuartigen Coronavirus als Pandemie ein.

## Situation
Die COVID-19-Pandemie hat im Jahr 2020 eine Krise des Gesundheitswesens verursacht. Ecuador hat etwa 17 Millionen Einwohner. Über 3 Millionen davon leben im Großraum Guayaquil und fast 2 Millionen in der Hauptstadt Quito (siehe auch Liste der Städte in Ecuador). Ecuador hat zwei Nachbarländer (Kolumbien und Peru); beide sind von der Pandemie ebenfalls stark betroffen (COVID-19-Pandemie in Kolumbien, COVID-19-Pandemie in Peru).

## Verlauf
Der erste Fall wurde am 28. Februar 2020 gemeldet.
In Quito gab es ab dem 17. März 2020, im ganzen Land seit 18. März 2020 eine weitgehende Ausgangssperre. Einkäufe von Lebensmitteln, Arztbesuche etc. waren ausgenommen.
Am 9. April 2020 wurde in den Medien gemeldet: „In der Hafenstadt Guayaquil werden die Särge knapp. Viele Leichen liegen auf offener Straße und werden nur mit Tüchern bedeckt.“ Bis zum 11. April 2020 sind dort insgesamt 1878 Tote festgestellt worden. Eine Zählung am 12. April 2020 ergab laut Jorge Wated, Vorsitzender des ecuadorianischen Krisenstabes, dass binnen drei Wochen 771 Leichen durch eine Spezialeinheit aus Häusern geborgen wurden. Zudem entlastete man die Krankenhäuser, deren Leichenhallen voll waren, durch den Abtransport von weiteren 631 Leichen. Diese Zahlen stehen in krassem Kontrast zu den offiziell nur 333 Toten in Ecuador. Auf eine Angabe der Sterbeursache wurde zwar verzichtet, doch stehen die zahlreichen Leichen offenbar im Zusammenhang mit dem Ausbruch der Covid-19-Pandemie, zumal Wated schon Anfang April, also während der Bergung, geschätzt hatte, dass „allein in der Provinz Guayas zwischen 2500 und 3500 Todesfälle in Verbindung mit Covid-19 auftreten werden.“ Nach offiziellen Angaben wurden aus der Stadt bis zum 13. April 4000 der 7500 Infektionsfälle des Landes gemeldet.
Laut einem Medienbericht vom 4. April 2020 mangelte es in Ecuador an Ausrüstung und Medikamenten. Es mangelte auch an Tests, weshalb es eine hohe Dunkelziffer gab. 1600 der 3747 damals registrierten Infizierten arbeiten in Krankenhäusern. Tote wurden teils privat verbrannt. Ein weiterer Indikator für eine hohe Dunkelziffer war die deutlich erhöhte Sterblichkeit. In der Provinz Guayas sterben normalerweise um die 2.000 Menschen pro Monat. Im Jahr 2020 waren es am 15. März statt zu erwartenden ca. 5.000 Toten bereits 14.561.
Anfang bis Mitte Mai 2020 wurde die Zahl der Infizierten drei Mal nach unten korrigiert (siehe Statistik). Andererseits wurde begonnen, fragliche Todesfälle zu untersuchen. Im WHO-Bericht vom 11. Mai 2020 (Nr. 113) wurden 410 durch Nachuntersuchungen festgestellte Todesfälle hinzuaddiert, im WHO-Bericht vom Folgetag (Nr. 114) wurde zudem angekündigt, dass es weitere 1.486 „mögliche Todesfälle“ gäbe, die noch untersucht würden.

## Maßnahmen
Der internationale Flugverkehr nach Ecuador wurde am 17. März 2020 eingestellt. Auch Inlandsflüge wurden eingestellt, der öffentliche Nahverkehr wurde stark reduziert.
Seit 17. März 2020 bestand in Quito – seit 18. März auch im übrigen Land – eine Ausgangssperre für nicht essentielle Angelegenheiten. Davon ausgenommen waren Einkäufe von Lebensmitteln, Arztbesuche etc. Von 14 bis 5 Uhr galt eine absolute Ausgangssperre in ganz Ecuador.
Zum Stand 12. August 2020 dauerte die grundsätzliche Schließung der Grenzen an. Bei der Einreise gilt eine 14-tägige Quarantänepflicht, die grundsätzlich in bestimmten Hotels zu erfüllen ist. Weitere Einschränkungen variieren von Kanton zu Kanton und werden abgestuft festgelegt.

## Statistik
Im Jahr 2020 gab es 212.512 positiv getestete Personen, davon 184.507 Genesene und 14.034 Verstorbene (Stand 1. Januar 2021, 10 Uhr). Auf eine Million Einwohner kamen 11.862 Infektionen und 793 Tote (Stand 27. Dezember 2020, 10 Uhr). Die Fallzahlen entwickelten sich während der COVID-19-Pandemie in Ecuador wie folgt:

### Infektionen
Bestätigte Infektionen (kumuliert) in Ecuador im Wochenverlauf
nach Daten der WHO

Neue Infektionen (pro Kalenderwoche) in Ecuador
nach Daten der WHO
Bestätigte Infektionen (kumuliert) in Ecuador im Tagesverlauf
(16. April bis 16. August 2020) nach Daten der WHO

Neue Infektionen in Ecuador (täglich)
(16. April bis 16. August 2020) nach Daten der WHO

### Todesfälle
Bestätigte Todesfälle (kumuliert) in Ecuador im Wochenverlauf
nach Daten der WHO
Bestätigte Todesfälle (pro Kalenderwoche) in Ecuador
nach Daten der WHO
Bestätigte Todesfälle (kumuliert) in Ecuador im Tagesverlauf
(16. April bis 16. August 2020) nach Daten der WHO
Bestätigte Todesfälle (täglich) in Ecuador
(16. April bis 16. August 2020) nach Daten der WHO